# سیارک ۳۴۶۱
سیارک ۳۴۶۱ (به انگلیسی: 3461 Mandelshtam، نامگذاری:1977SA1) سه هزار و چهارصد و شصت و یکمین سیارک کشف شده‌است که در ۱۸ سپتامبر ۱۹۷۷ کشف شد.
قدر مطلق سیارک برابر ۱۳٫۲۰ است.